# 閃電霹靂車賽車列表
閃電霹靂車賽車列表介紹日本動畫《閃電霹靂車》及其相關系列作品的賽車。

## 賽車

### SUGO
所有賽車除了阿斯拉達GSX外，皆為六輪車（前4後2），且車身後半部較高。GSX之後的賽車皆含有兩個推進器，不過花環有額外多一個小推進器在中間。
由於SUGO資金及人力較不足，在Super Asurada 01/C之後的賽車皆是克蕾雅·福特蘭自行研發，無法同時兼顧到車體與引擎兩者的技術發展，所以在2018年最終站時曾使用Union Savior提供的引擎（『ZERO』第七話），2022年起與GIO聯盟後使用GIO的引擎，使SUGO可以專心研發車體技術。
阿斯拉達GSX（Asurada GSX）
最初是在Missing Link所開發，搭載成長學習型智能電腦「阿斯拉達」（Asurada），只要慢慢培養及成長便可令其駕駛者有著最好的支援，亦因為其可塑性無限幾乎可以配備任何的裝備以應付不同的任務，不過Missing Link主席史密夫想將其電腦系統投入戰爭用途，因此2015年初開發者風見廣之研發完成後祕密將阿斯拉達GSX送往日本的SUGO車隊。其配備的多功能性及透過SUGO額外的改造，幾乎能夠在任何環境進行賽車。
駕駛員原預定為SUGO車隊的日吉明，但在運送途中遭遇到有人企圖用直升機半路劫持，使得臨危受命、將賽車開到賽車場的風見隼人因此被阿斯拉達登記為唯一駕駛員。
在第四站加拿大賽的預賽的時候，由於剛得知父親的死訊而精神狀況不穩，導致阿斯拉達衝出跑道，車身幾乎全毀。雖然之後菅生車隊以超級阿斯拉達01為比賽用車，SUGO菅生車隊技師城之內美琪還是將舊車修復，並在火焰熱球賽以及最終賽第十場日本賽時為了爭取超級阿斯拉達01/B的修復時間中派上用場。於2015年賽季結束後連同Super Asurada 01/B放置在SUGO開發中心的門口。
超級阿斯拉達01（Super Asurada 01）
風見廣之研發的阿斯拉達真正賽車專用車身，採用六輪底盤(前四後二)，藏在英國倫敦鄉下。這輛車也是賽車界首輛搭載三種車身變形系統的賽車，有「環場模式（Circuit mode）」、「氣流模式（Aero mode）」、「越野模式（Rally Mode）」。本車在2015年第五站英國盃首次投入，搭載了SUGO自行開發的V12引擎，並在之後使風見隼人積分扶搖直上，最後獲得總冠軍。
2015年第九站超級阿斯拉達01損毀，第十站使用的是最高速度調教版的超級阿斯拉達01/B（Super Asurada 01/B），獲得總冠軍的賽季結束後連同阿斯拉達GSX放置在SUGO開發中心的門口。
超級阿斯拉達01/C（Super Asurada 01/C）
2016年前半段登場的超級阿斯拉達，由於2016年起高智能方程式將賽道全面更改為制式賽道，因此此車已經沒有越野模式，獲得新贊助商提供更輕物料製作新車身，此外還有更改尾翼的部分調高下壓力，及使車體重量減輕，而且跑車馬力也有所提升。可是由於Super Asurada 01(簡稱SA01)本身設計屬於萬能型車身,SA-01/C雖然加強了馬力和減低了重量，可是副作用是下壓力和穩定性也大大減低,因此有一定速度來通過彎道時常造成下壓力不足以穩定車身而造成失誤，並且影響加速力。其它車隊的車體、引擎皆大幅更新，僅做稍微變更的SA01/C已顯得力不從心。
超級阿斯拉達AKF-11（Super Asurada AKF-11）
於2016年第六站起投入，是幫助風見廣之設計阿斯拉達的克蕾雅·福特蘭所製造的新車，簡化超級阿斯拉達的變形系統，不再以手動操縱桿作變形控制而是使用聲控變形，而且車體內還留有空間去改良避震系統，11型雖相較01型車體，重量更大幅度降低，但車尾的反翼式設計（參考爆走兄弟颶風音速）不但可以更加有效減低風阻，而且可以在高速的時候使用氣壓造成下壓力穩定車身，使車身減輕之餘也可以大大提高穩定性，隼人在練習駕駛它時，開發出一個新的入彎方法-慣性滑行，最後終於在2016年拿下了第二個冠軍。於2017年第十二屆的比賽中因風見隼人初入零的領域中失去對車的控制，與蘭德爾於推進器加速中相撞，飛出賽道嚴重損毀。2018年經由城之內美琪再次將其完成修復，再次由風見隼人駕駛並中途以SUGO Winners車隊參加第十三屆比賽。在十三屆最終站前，蘭德爾以UNION SAVIOR車隊的名義與SUGO Winners達成六輪技術交換新引擎的協議。此車使用至2019年季尾，可是舊有的變形系統在更高的速度比賽時候，不單無法追上隼人和阿斯拉達系統的反應和指令，在變形所進行的瞬間中也出現誤差，連車速也不及STORMZENDER的雪鐵HG-165，最後和海尼爾相撞，令古德利安贏得該屆冠軍。
“AKF”是阿斯拉達（Asurada）、風見（Kazami）、福特蘭（Fortran）字首的縮寫。
花環SF-01（Garland SF-01）
在2017年風見隼人退出車賽後，SUGO投入的新車，完全由克蕾雅·福特蘭獨自設計。沒有變形系統，因此車體比阿斯拉達輕盈，駕駛花環的安里·克雷多在2018年獲得總冠軍。
“SF”是菅生（Sugo）、福特蘭（Fortran）字首的縮寫。
花環SF-02（Garland SF-02）
2019年花環進行輕度改造（SF-02），不過此後安里·克雷多一直表現平平。
花環SF-03（Garland SF-03）
2020年投入新型花環（SF-03），本是安里·克雷多的參賽跑車，由於當時新型阿斯拉達還未有設計好，隼人在測試花環的時候做出不錯的時間，還有因爲舊有的變形系統的反應已經追不上當時的賽車速度需要，所以風見隼人在2020前半季駕駛花環SF-03，可是正式比賽還是經常受到失落之環新人雷恩·安哈特牽連而退出比賽。
新阿斯拉達AKF-0（ν-Asurada AKF-0）
在看到AOI的阿爾札特NP-1驚人表現後加緊研發，搭載流體稀有金屬T3000的變形系統，可以瞬間變形以減少亂流產生。於2020年後半登場的阿斯拉達，與以前的AKF-11的變形模式大略相同，區別為後輪前方加上空氣刀把空氣阻力排除，還有車尾也由一般模式時會前傾而變成AERO MODE就會降低平放，從而減低AERO MODE的風阻獲得最快直線速度。
- 懸高打轉Lifting Turn：與菅生修練習賽時意外衝出跑道，但是因為電腦系統「阿斯拉達」失誤誤導開啟風扇懸空致AKF-0奇蹟似的平安落地，幸運地令AKF-0得到一種新式凌空過彎，以強效風扇將飛起的車身再提升高度，藉由轉向時之慣性力進行空中飄移甩尾，進行內線/外線佔位。
- 螺旋飛馳Spiral Boost：能將啟動推進器時的壓力儲存起來，進行二段推進，可維持6秒。2021年AKF-0引擎馬力較不足時在直線賽道就依賴二段推進器彌補。

新阿斯拉達AKF-0/G（ν-Asurada AKF-0/G）
2022年SUGO與GIO合作後，搭載GIO引擎的AKF-0/G，彌補AKF-0馬力不足的缺陷。
然而GIO引擎在設計上未能掌握導航系統與變形系統間的平衡性，使AKF-0/G在下半季車賽中狀況連連，重新研製引擎後才解決問題。
花環SF-03/G（Garland SF-03/G）
2022年SUGO與GIO合作後，搭載GIO引擎的花環SF-03。
2023年艾迪利·布斯伯茲加入SUGO車隊後也是駕駛花環SF-03/G。
AKF-0/1B復仇女神（AKF-0/1B Nemesis）
遊戲版「新たなる挑戦者」中登場，車身與ν-Asurada AKF-0完全相同，差別在於搭載的智能系統為「復仇女神」（Nemesis），駕駛員為司馬誠一郎。
新阿斯拉達AKF-0/G II（ν-Asurada AKF-0/G II）
遊戲版「新世紀GPXサイバーフォーミュラ　Road To The INFINITY 2」登場車輛，和AKF-0/G（ν-Asurada AKF-0/G）大致相同，但配備的GIO新製引擎以及更新的車體，風見的阿斯拉達為海藍白底色，另一台阿斯拉達為微薰紫白底色，駕駛員是新角色-結城麗奈，系統也有所不同，麗奈的車是加入人聲的生化電腦系統。

### AOI
AOI的賽車除了美洲豹系列（四輪）及阿爾札特系列（八輪）外，都是六輪車（前2後4，除了凰呀AN-21:前4後2）。而變形機構最早是從EX史培利昂Z/A-8開始導入，最大特徵是氣流模式時車體前方內縮，之後的凰呀在二段推進器的超級氣流模式也是參考此變形機構。
推進器方面，史培利昂系列、美洲豹系列和阿爾札特系列皆為兩座推進器，而EX史培利昂系列及凰呀為四座推進器。
AOI的資金非常充足，因此常能在其他對手投入新車後，也立即投入新賽車，只有2022年的凰呀並不是AOI生產的賽車。
史培利昂GT（Superion GT）
2015年大賽前半唯一的六輪賽車(前二後四)，外觀酷似AOI量產的市售車。其極佳的直線加速性能使其在日本的選手選拔賽展現壓倒性的優勢，並在2015年賽季中幾次獲得不錯的名次，可是超級阿斯拉01出現後馬上落入下風。
非常重視直線加速性能，且六輪車的耐用性也在第二站中完全顯現出來，與之相對的，推進器的耐用性似乎不足。
推進器被稱為「孔雀之翼（Peacock Wing）」。
火焰史培利昂G.T.R（Fire Superion G.T.R）
2015年第六站起投入的新賽車，不過由於新條直輝心理上的因素而表現不佳，第八站起才發揮其實力並漸入佳境，最後使新條獲得該賽季第二名的佳績。
推進器被稱為「不死鳥之翼（Phoenix Wing）」。
火焰史培利昂GTO-15B（Fire Superion GTO-15B）
2016年前半登場，由原本的火焰史培利昂G.T.R進行了些微改造，最大的差異在於原本類似轎車的座艙被修改成流線型的單人座艙，與超級阿斯拉01/C相比，其改良得更實制、更穩定。
美洲豹Z-7（Stealth Jaguar Z-7）
大約火焰史培利昂G.T.R同期開發的賽車，外觀接近方程式賽車，於2015年第七站投入並連續三站獲得前三名，由布里德加賀駕駛。
AOI之後的EX史培利昂系列前半部車身設計皆參考自美洲豹。
美洲豹Z-7B（Stealth Jaguar Z-7B）
2016年前半登場，由原本的美洲豹Z-7進行些微改造，駕駛員是B·H·賈奈特，在前四場比賽中皆有獲得積分，顯現其仍有一定的戰鬥力。
EX史培利昂Z/A-8（Ex-Superion Z/A-8）
2016年第五站登場，是AOI首台搭載變形機構的賽車，可以轉換為直線加速用的「隱密模式（Stealth mode，與超級阿斯拉01的氣流模式同功能）」。車體前半部參照了美洲豹系列，而後半部參照火焰史培利昂系列，是原AOI兩系列賽車的綜合體，也成為往後AOI賽車的始祖。
本賽車從2016年一直使用至2019年結束，歷年皆有不錯表現，在2016年分別獲得了第二名（新條）、第三名（耐特），2017年獲得了冠軍（新條），2018年獲得第二名（加賀）及2019年的第四名（加賀）、第五名（新條）。
新條直輝的賽車是紅色的，而耐特·修馬赫是暗紫色，布里德加賀是亮紫色。
推進器被稱為「伊卡洛斯之翼（Icarus Wing）」。
EX史培利昂Z/A-10（Ex-Superion Z/A-10）
在各車隊目睹2019年的雪鐵HG-165驚人表現後，AOI加緊開發的EX史培利昂Z/A-10，並計畫於2020年投入比賽，但在開幕前由於阿爾札特NP-1的登場而停止研發。
2022年AOI解除禁賽後的第一站，布里德加賀即駕駛EX史培利昂Z/A-10參賽，不過技術已落後其它賽車兩年多。
阿爾札特NP-1（Al-Zard NP-1）
在車隊不知情下，由AOI財團支助名雲京志郎所開發的賽車，是凰呀AN-21的改良簡化版，也是首輛擁有稀有金屬變形機構的賽車，搭載四軸的數量也是前所未有最多的。因此不只有最強耐用性，而且穩定性，抓地力也異常之高。
菲爾弗利茲的暗紫色車款搭載了生化電腦，透過脈衝電流強制控制賽車手依照電腦指示駕駛，使賽車能夠從頭到尾行走在最好的路線，搭配能夠瞬間變形的稀有金屬及穩定的四軸八輪賽車，在2020年一開賽就展現無與倫比的實力。由於被發現強制駕駛，違反大會規定，在賽季末將AOI車隊取消資格並查封阿爾札特NP-1。
加賀城太郎的亮紫色車款沒有搭載生化電腦，但其跑車依然有很高的穩定性。雖然跑車重視高速的設計，所以變形系統和四軸設計可以幫助此車維持高速比賽，但也因為過於強大的抓地力和穩定性限制了加賀的發揮，因此加賀駕駛此車時無法發揮慣性滑行。
凰呀AN-21（Ogre AN-21）
阿爾札特NP-1的原型，由名雲京志郎於2019年正式完成，智能系統及車體概念皆來自名雲柾。在車體設計上與AOI其它賽車差異較大，和SUGO的新阿斯拉AKF-0極為相似，擁有二段推進器，且同為前4後2的六輪賽車，在二段推進時前輪會內縮的設計，是參考自AOI系列賽車的隱密模式。
其智能系統是與阿斯拉的學習型AI相對的完全型AI，只根據自己的分析進行變形操作，若駕駛員技術與精神力不足以配合，極易發生意外，使名雲柾對此車輛進行車輛測試時有兩名試車手因此喪生，故被稱為「食人魔（Ogre）」。
推進器的模式稱為「氣流推進器模式（Aero Booster Mode）」，二段推進器時稱為「超級氣流推進器模式（Super Aero Booster Mode）」，車體有大規模的變形。此外，車身備有多重擾流板，作用為於過彎時加強下壓力，令車身有更強貼地性，亦可以作為氣流控制，加賀所使用的幻影過彎(Mirage Turn)便是以此為基礎。
在2022年第十一站損壞並修復後，型號變為AN-21B。
於最終站中似乎表現出自我意識，提示加賀使用剛解放的隱藏性能Over Boost，和普通Boost 分別為一開始便有足夠的Boost 壓力, 不用依賴第一階段booster 一點點地來累積壓力, 壓力便足夠直接使出2階段的booster (super aero booster mode), 並且壓力比尋常的2階booster 更大, 加速力更强, 可視之為第三段的boost,這並不是系統强行過載, 而是凰呀的技能之一, 留意啟動瞬間前凰呀顯示屏顯示分別三項壓力指數:over boost pressure(over boost壓力指數), primary gauge(主壓力指數), seconary gauge(次壓力指數),可視為over boost 為系統既定內建功能,加賀在聽到凰呀發出"格子旗"語音後瞬間啟動over boost並在終點前逆轉獲得冠軍，由於已完成宿命對決,之後不再參賽。
阿爾札特NP-2（Al-Zard NP-2）
2023年初投入，由原本的阿爾札特NP-1進行些微改造，外形和阿爾札特NP-1大略相同。駕駛員為新條直輝（紅色）、司馬誠一郎（暗紫色）。
EX阿爾札特Z/A-11（Ex-Zard Z/A-11）
2023年中途投入，搭配兩段加速。駕駛員為加賀城太郎（紫色）、新條直輝（紅色）、司馬誠一郎（藍色）。是為抗衡新阿斯拉AKF-0/GII所做的車輛。

### STORMZENDER
雪鐵HG-161（Stil HG-161）
法蘭茲·海尼爾邀請積奇古德利安為隊中車手，法蘭茲自己專心研發和改善車體。車身是銀色，車體為搖擺座艙，使用電磁技術進行直線加速。2016年最後一戰古德利安受傷而由法蘭茲·海尼爾親自駕駛。
雪鐵HG-162（Stil HG-162）
以161型進行改良的版本，外形與161型無明顯區別，古德利安使用了金色車身，海尼爾使用銀色車身，雙人隊制賽獲取了不錯的成績。
雪鐵HG-164（Stil HG-164）
外形大幅度改變，其中央部位近似於摩托車，車體依然是搖擺座艙，但後面連着一只大型定風翼，依然是用電磁技術進行直線加速。
於2018年最後一戰使用。
雪鐵HG-165（Stil HG-165）
外形與164型無明顯區別，依然是古德利安使用了金色車身，海尼爾使用銀色車身。
2019年（第十四屆）古德利安憑著法蘭茲開發的雪鐵HG-165，終於獲得冠軍。
明鏡HP-022（SPIEGEL HP-022）
法蘭茲·海尼爾完全退守做開發賽車兼領隊而開發的新車。此車具有變形功能，由於其外型與變形機制的關係，被戲稱為「鼓蟲」。
古德利安為銀色款，瑪莉露易莎為粉紅色款。

### Union Savior
救世騎兵005（KNIGHTSAVIOR 005）
「超音速騎士」耐特・修馬赫所駕駛的Union Savior賽車。
搭載將輪胎基座延伸的最高速模式「衝刺模式」變型機構，減低了下壓力爭取最高的直線速度。
伊修薩克007（ISSUXARK 007）
天才車手卡爾・蘭德爾承繼了修馬赫的車身編號和比賽積分於2015年挪威站首戰的戰車，特色是大型尾翼和搖擺式車身合為一體，車身後半部搭載滚翼可以加強下壓力，開動升壓渦加速時是後面大型尾翼一分為二，再彈出一個大型加速器所使出的「天鵝展翅」（Messer Wing），第一次比賽就拿下了冠軍。最後2015年拿下了總季軍。
伊修薩克008（ISSUXARK 008）
此車是007型的改良版本，由2016年開始用到2017年中段，因為跟超級阿斯拉AKF-11相撞而雙雙退出比賽。
伊修薩克00-X1（ISSUXARK 00-X1）
Union Savior與SUGO Winners進行了技術交換，以Savior的引擎交換到SUGO得到了6輪傳動的技術，並進行運用而開發出的6輪新車ISSUXARK 00-X1，車身進化程度與當時的超級阿斯拉AKF-11不相上下，其搖擺駕駛艙則由法蘭茲·海尼爾親自設計。此車使用到2019年最後一站。
伊修薩克00-X3（ISSUXARK 00-X3）
由於00-X1不敵STORMZENDER的雪鐵HG-165，於是比以往的改良作出更大的改動，大幅度輕量化車身，並且引入雪鐵系列的電磁加速動力系統，因沒有引擎及升壓渦無法使用「天鵝展翅」。不同於00-X1型，6輪全部外露，也裝有搖擺駕駛艙。
伊修薩克00-X3/II（ISSUXARK 00-X3/II）
為ISSUXARK 00-X3的改良款，2020年下半年電磁技術已經失去優勢，因此Union Savior重新採用傳統氫氧引擎動力，「天鵝展翅」加速器也重新裝配，法蘭茲·海尼爾的技術只保留搖擺駕駛艙。此車型在2020年第11站日本站新條直輝加入Union Savior時投入，成功擊敗菲爾弗利茲的阿爾札特取得分站第1、2名。

### Missing Link
覓星VR-4（MISSIONNEL VR-4）
艾迪里初登場時所駕駛的車，後來艾迪力駕車衝撞史密斯的直升機，覓星VR-4也隨之毀去。
新覓星VR-40（NEOMISSIONNEL VR-40）
艾迪里一早以VR-4型車開發出來的比賽專用賽車。因為沒有了破壞功能，賽車穩定性大幅度提高，於2015年第4站加拿大開始使用，獲得不錯的成績。
覓星VR-50/1（MISSIONNEL VR-50/1）
2016年第11屆賽事投入的新型車，車身為藍色，後輪裝上了輪蓋，車輛馬力提升，性能凌駕菅生車隊的超級雷神SA-01/C。艾迪里在第2站賽事取得亞軍，全年總成績第6名。
覓星MS-1（STRATMISSIONNEL MS-1）
2017年投入的新型車款，改良自VR-50/1，與舊款覓星最大分別是車尾增加大形圓拱定風翼，車身顏色改成黑色。此車在同年4次登上頒獎台，並在第10站俄羅斯奪得冠軍。
覓星MS-3（STRATMISSIONNEL MS-3）
2019年全新設計的覓星，外觀接近方程式賽車。
覓星MS-3/B（STRATMISSIONNEL MS-3/B）
2020年起投入的車款，MS-3型的改良版，賽車戰鬥力大幅提升，為艾迪里帶來更多踏上頒獎台的機會，2021年更取得第4名的佳績。
2020年雷恩·安哈特加盟MISSING LINK，第二輛賽車投入參賽。該年雷恩技術欠佳多次駕駛失誤而留下了連續10場比賽退出的恥辱記錄。

### A.G.S
埃爾神鷹B-14（EL-CONDOL B-14）
皮塔里亞·羅貝在之前使用過此車贏得了兩次世界冠軍，此車在2015前半季之前一直都是跟優秀的跑車，還可以跟超級阿斯拉01變形為越野模式。2015年前半季還獲得了不錯的名次。
埃爾神鷹B-15（EL-CONDOL B-15）
羅貝退休邀請徒弟日吉明加盟之後所駕駛的跑車，因為2016年開始全改為制式，所以此車已經沒有了越野模式。雖然馬力比以前有所提升。
埃爾神鷹B-16A（EL-CONDOL B-16A）
埃爾神鷹B-17（EL-CONDOL B-17）
埃爾神鷹B-19（EL-CONDOL B-19）

### S.G.M
サイレントスクリーマーβ（SILENT SCREAMER-β）
法蘭茲哈利2015年加盟的車隊所使用的新車,此車是法蘭茲製作雪鐵系列的藍本車。特色除了用電磁加速之外,其車身是左右不對稱的。
サイレントスクリーマーγ-2（SILENT SCREAMER-γ-2）
β型的改良版本。其改動除了馬力提升之外就是定風翼的排列也改變了，減低了風阻。

### Albatross DDT
巴托朗602（ALBATRANDER-602）
2015年大友讓二的參賽車款，針對越野賽設計的車輛。
巴托朗603（ALBATRANDER-603）
2016年車款，因應第11屆賽事起大幅減少越野賽事，其後更完全取消，車輛取消越野模式，底盤設計改為固定位置。2020年車隊退出高智能方程式前由竹田久駕駛。

### Kohinoor Formula
カウンターアローT.O.S (Counter Arrow T.O.S)
2015年日吉明的參賽車款，第3站巴西賽事取得亞軍。特點是一個巨大的側浮筒與覆蓋後輪胎的整流罩集成在一起，車身側面裝有用於冷卻引擎的散熱器，前孔可以在行駛時吸入空氣冷卻。
カウンターアローT.O.S.X-R (Counter Arrow T.O.S.X-R)

### K·A·M Stampede
スタンピードRS
スターセイバーRS（STAR SAVIOR RS）
スタンピードJ-1001

### Phoenix Japan Racing
アドバンスドフェニックス (Advanced Phoenix)
PS2遊戲「高智能方程式 Road To The INFINITY 3」登場車輛。

### Team CF Ground
グランドファルコン (Ground Falcon)
PS2遊戲「高智能方程式 Road To The INFINITY 3」登場車輛。